# Bella Davidovich

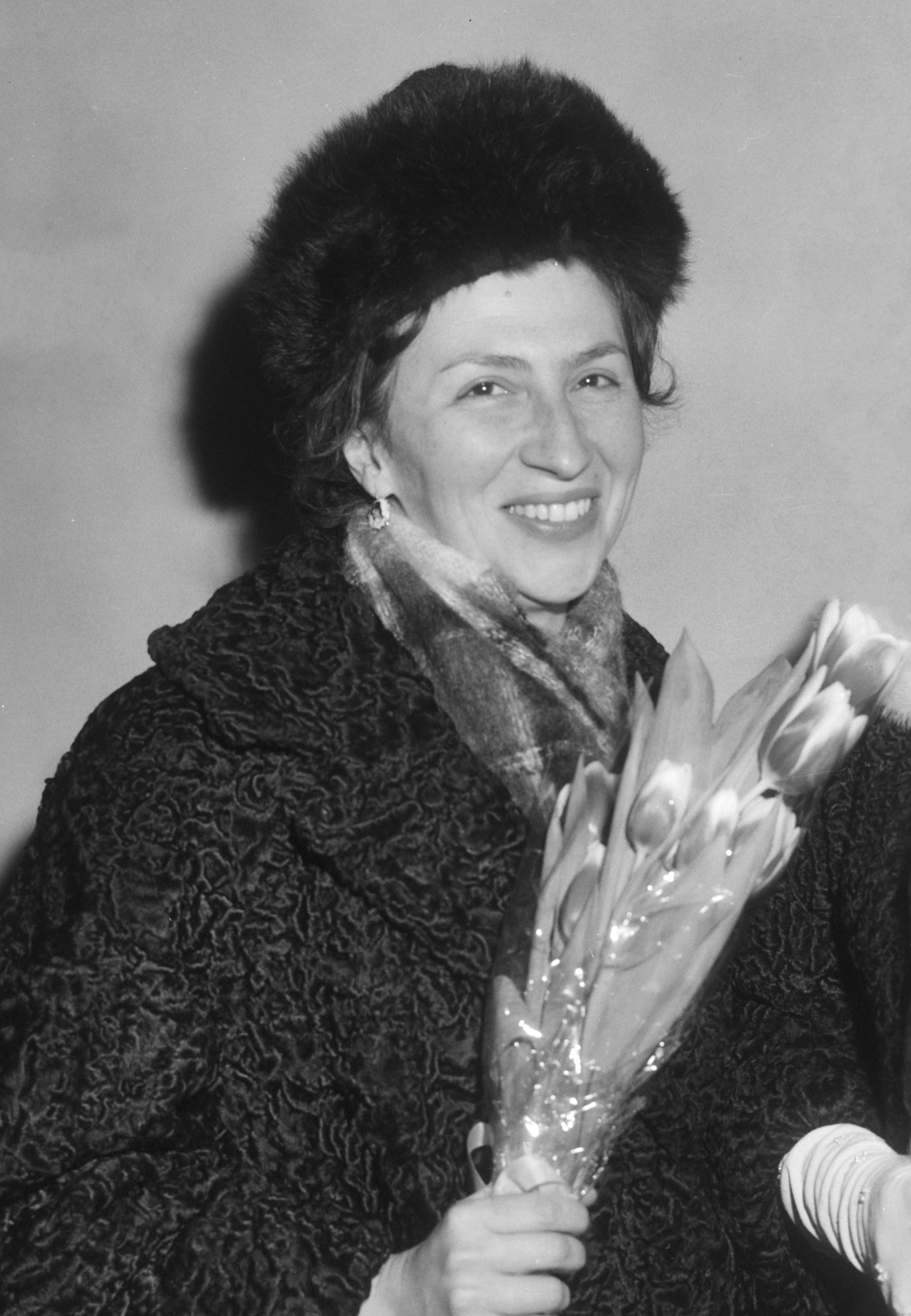
Bella Davidovich in 1966

Bella Davidovich Mikhaylovna (Russisch: Бэлла Миха́йловна Давидо́вич; Bakoe, 16 juli 1928) is een Azerbeidzjaans-Amerikaans pianiste van Joods-Russische komaf.

## Biografie
Davidovich stamt uit een familie van muzikanten en begon met haar pianostudie toen ze zes was. Drie jaar later werd ze soliste met een uitvoering van Beethovens pianoconcert nr 1. In 1939 verhuisde ze naar Moskou om haar muzikale opleiding voort te zetten. Op de leeftijd van 18 ging zij naar het conservatorium van Moskou, waar zij studeerde bij Konstantin Igumnov en Yakov Flier. In 1949 deelde ze de eerste prijs met Halina Czerny-Stefańska op de 4e Internationale Chopin Pianoconcours, het begin van haar zeer succesvolle carrière in de Sovjet-Unie en Oost-Europa, waarin ze optrad met alle grote Russische dirigenten en als soliste met het Leningrad Philharmonisch Orkest gedurende 28 opeenvolgende seizoenen. Ze heeft ook zestien jaar lesgegeven aan het conservatorium van Moskou. Bella Davidovich was een vooraanstaand kunstenares in de Sovjet-Unie en een van de weinige vrouwen die behoorde tot de inner circle van het Russische culturele leven. Zij was getrouwd met violist Julian Sitkovetsky. Hun zoon, Dmitry Sitkovetsky, is violist en dirigent.
In 1978 emigreerde ze naar de Verenigde Staten en bekwam in 1984 haar naturalisatie. Ze gaf les aan de beroemde Juilliard School in New York sinds 1982. Tijdens de perestrojka werd zij de eerste Sovjet-emigrant-muzikant die een officiële uitnodiging ontving van het Sovjet-agentschap om het Gosconcert uit te voeren in haar geboorteland. 
Ze gaf concerten, een recital met haar zoon Dmitry Sitkovetsky op viool, en speelde kamermuziek met het Borodinkwartet voor uitverkochte zalen.
- Bibsys: 4064186
- Bibliothèque nationale de France: cb13893004x (data)
- Gemeinsame Normdatei: 134355318
- International Standard Name Identifier: 0000 0000 7838 1414
- Library of Congress Control Number: n79146166
- Nationale Bibliotheek van Letland: 000145115
- MusicBrainz: be179398-f253-4966-bc1c-5713703ebea2
- Nationale Bibliotheek van Tsjechië: mzk2009511959
- Nationale bibliotheek van Australië: 35642740
- Nationale Bibliotheek van Israël: 987007277726905171
- Nationale Bibliotheek van Polen: a0000002325448
- Nationale en Universitaire bibliotheek Zagreb: 000723876
- Nederlandse Thesaurus van Auteursnamen: 072458046
- Réseau des bibliothèques de Suisse occidentale: 02-A003157255
- SNAC: w62c04fq
- Système universitaire de documentation: 171946758
- Virtual International Authority File: 17407135
- WorldCat: E39PBJyGT88yGDDkgtKQFTMgKd